# Royal Ordnance Factories Football Club
La Royal Ordnance Factories F.C. è stata una squadra di calcio a sud di Londra, in Inghilterra.

## Storia
La squadra nacque nel 1893, quando gli ex lavoratori del Woolwich Arsenal proposero di fondare un altro club a Londra; nella sua prima stagione il club vinse la Kent Senior Cup (che sarebbe anche rimasto l'unico trofeo della sua breve storia). Nel 1894 fu tra i membri fondatori della Southern Football League, in cui giocò nelle stagioni 1894-1895 e 1895-1896.

## Palmarès

### Competizioni regionali
- Kent Senior Cup: 1

1893-1894